# Kelnerová
Kelnerová (1007 m) – szczyt Wielkiej Fatry w Karpatach Zachodnich na Słowacji. Wraz ze szczytem Črchľa wznosi się w grzbiecie tworzącym prawe zbocza Bystrickiej doliny (Bystrická dolina) odgałęzienie Harmeneckiej doliny (Harmanecká dolina). Stoki południowo-zachodnie opadają do doliny Rakytov, grzbiet Kelnerovej zakręca na południe i poprzez kilka bezimiennych wierzchołków opada w widły Harmaneckiej i Bystrickiej doliny.
Kelnerová znajduje się w obrębie Parku Narodowego Wielka Fatra. Jest całkowicie porośnięta lasem. W jej szczytowych partiach znajdują się wapienne skały. Nie prowadzi przez nią żaden szlak turystyczny.

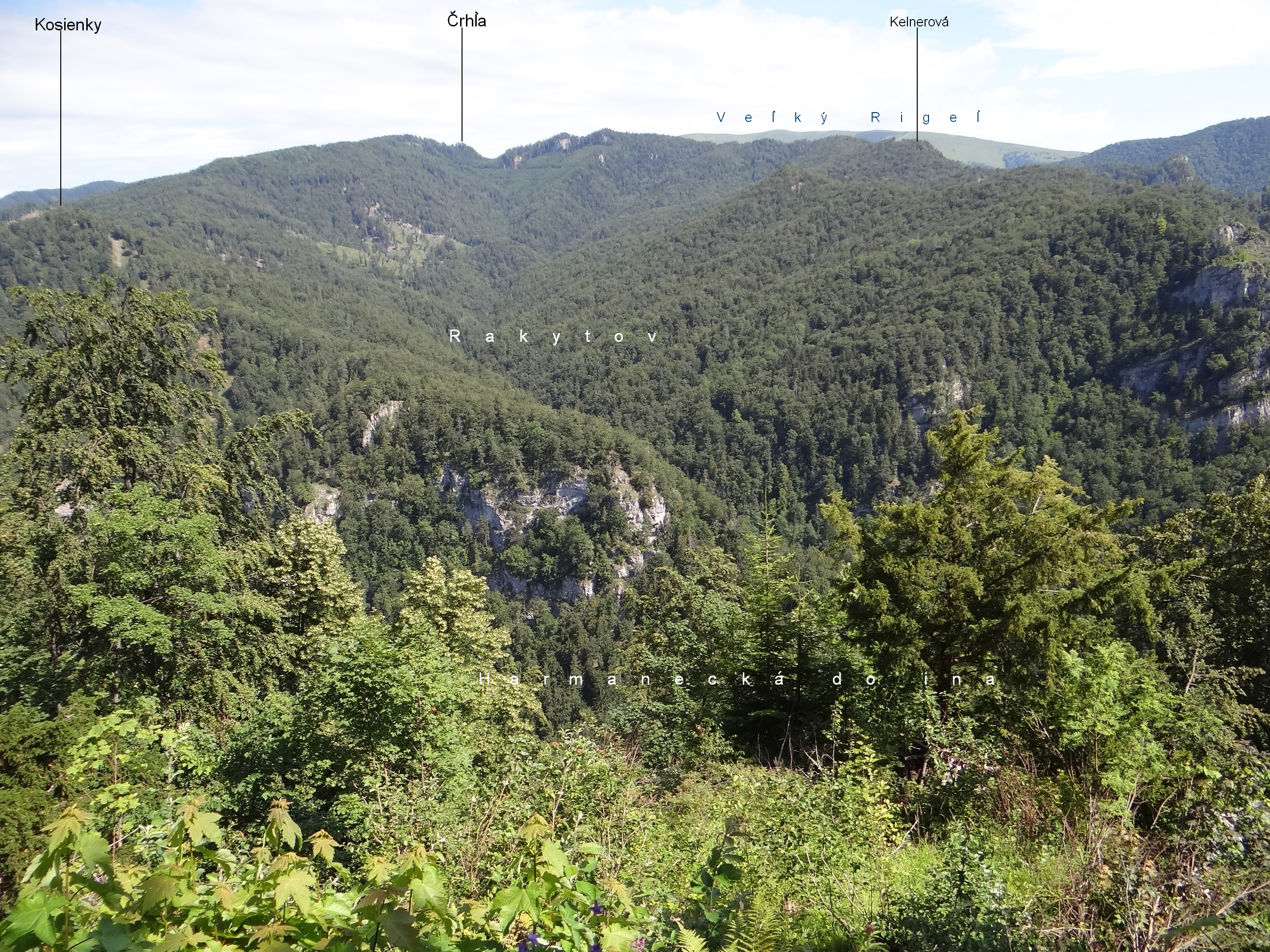
Widok spod otworu Jaskini Harmanieckiej